# Fortim
Fortim is een gemeente in de Braziliaanse deelstaat Ceará. De gemeente telt 15.095 inwoners (schatting 2009).
De gemeente grenst aan Beberibe, Aracati en de Atlantische Oceaan.